# 奈德·凱利
愛德華·「奈德」·凱利（英語：Edward "Ned" Kelly，1855年6月—1880年11月11日），澳大利亞最著名的叢林大盜，凱利幫的首領及殺人犯。
奈德·凱利在成長的過程中，其家人經常與警察惹上麻煩。1878年，凱利在家中與一位警員發生鬥毆後，就跑進叢林裡躲藏，之後更謀殺了3名搜捕他的警務人員。政府於是將奈德·凱利連同其兄弟和兩位朋友列為逃犯，他們也因此成為了著名的凱利幫。凱利幫四處劫掠多家銀行，甚至奪佔市鎮。最終，在格倫羅旺小鎮與警方的一次激烈槍戰中，身著自製金屬鎧甲和頭盔的奈德·凱利被俘並送交審訊。1880年，凱利被判處謀殺罪後，在墨爾本監獄被處以絞刑。
在澳洲歷史及民間傳說中，以至在書籍、電影及其他藝術作品裡，奈德·凱利可說是一位深受澳大利亞人尊敬的偶像人物，其形像甚至被用在2000年於悉尼所舉辦的夏季奧運會開幕儀式上。常言道：「......如奈德·凱利般勇敢（即非常勇敢之意）」由此可見其深受澳大利亞人們的紀念。2010年，由澳洲畫家西德尼·諾蘭所繪的一幅凱利畫像賣得了540萬澳幣，成為歷史上所賣最高價的澳洲畫作。

## 早年生活

### 貝弗里奇

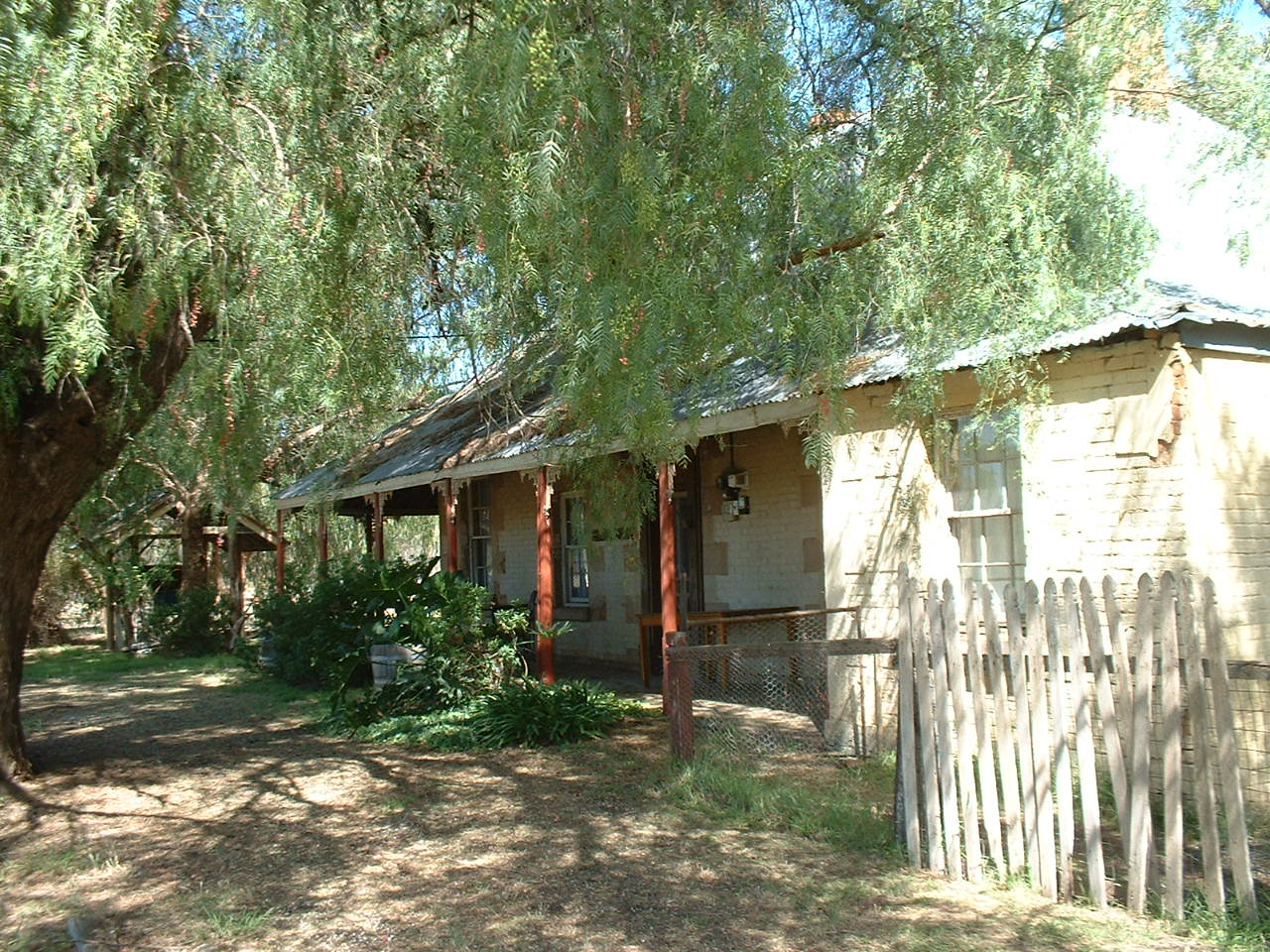
位於維多利亞省艾文內爾鎮的謝爾頓皇家郵政旅舍

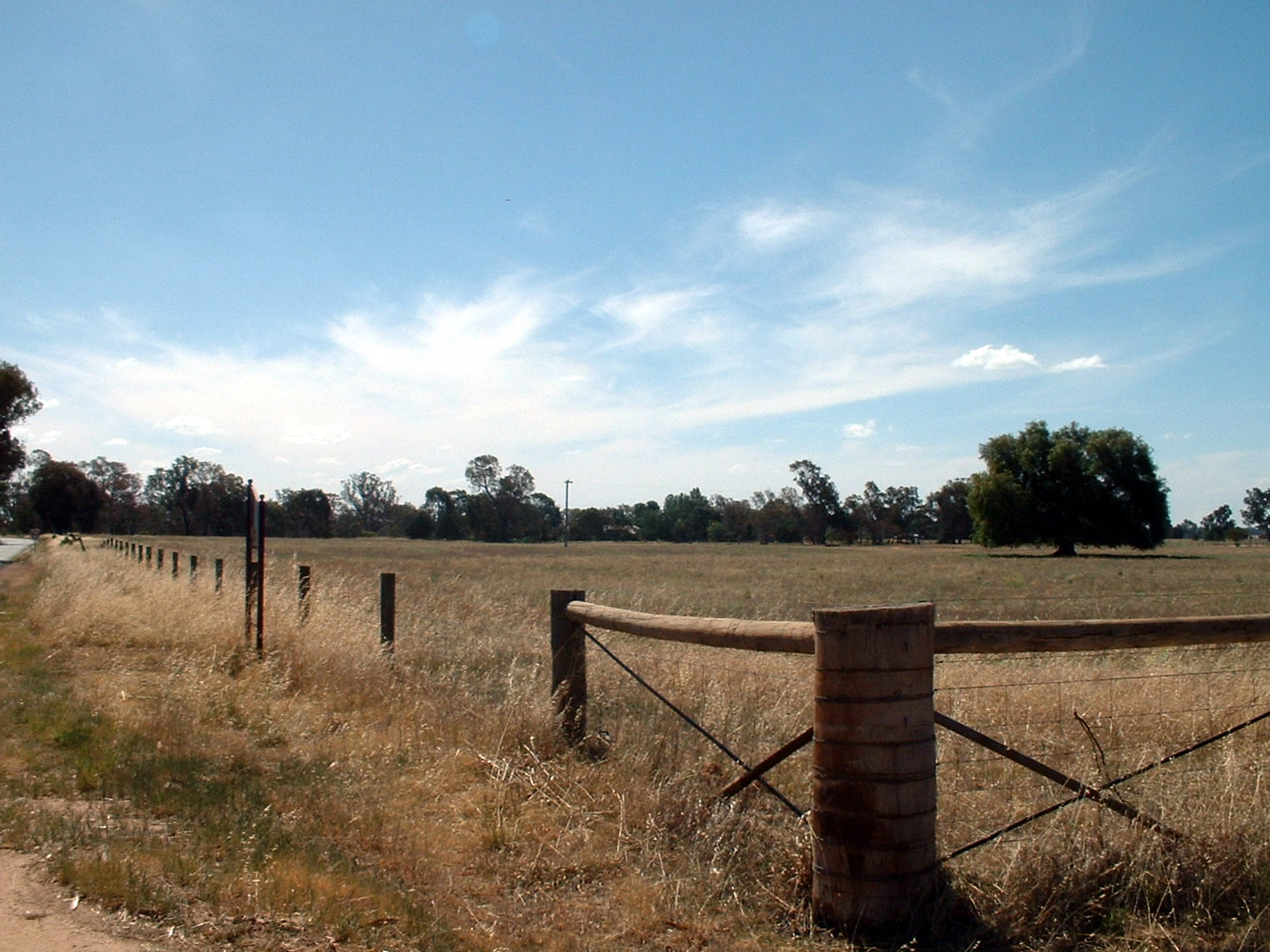
位於艾文內爾鎮的凱利農場遺址

1855年6月，愛德華·「奈德」·凱利出生於墨爾本北方的貝弗里奇。由於其出生時並沒有註冊在政府所列的出生、死亡與結婚的名單中，所以其確切生日不明。:13 然而其在監獄中所留的記錄則為1856年。:101 凱利的雙親約翰·「雷德」·凱利（John "Red" Kelly）及艾倫·奎因（Ellen Quinn）是愛爾蘭裔的天主教徒。1842年，雷德·凱利因為偷竊兩隻豬而被流放至范迪門斯地。1848年，雷德·凱利遷至維多利亞:74，並且遇見了於1841年隨家人從愛爾蘭搬來的艾倫·奎因。:70 艾倫的父親詹姆斯·奎因（James Quinn）是貝弗里奇鎮的一名農夫，於是雷德便開始為其工作。奈德·凱利很可能就是出生在其外祖父的家中。約於1860年時，雷德為其家人建了一座小屋，現今該屋仍立在凱利街上。

### 艾文內爾
凱利約9歲時，雷德舉家搬往在北方位於艾文內爾的新農場。凱利曾經在那裡的休斯溪（Hughes Creek）中拯救了一位快將溺斃的男孩理查·謝爾頓（Richard Shelton）。:75 於是在當時擁有皇家郵政旅舍（Royal Mail Hotel）的謝爾頓家族便贈送凱利一條由綠絲綢製成、230（91英寸）長、14（5.5英寸）寬的腰帶以表彰其勇氣。:132 當凱利於格倫羅旺被俘時，在其盔甲內所穿戴的就是這條腰帶。目前這條仍佈滿著凱利血跡的腰帶則被保存在班納拉博物館中。:132 搬到新農場之後，雷德並沒有成為一名出色的農夫，反而不久因為偷竊牛隻而被捕。1866年5月，雷德被判一個月的徒刑併科25英鎊的罰金。:75 1866年12月27日，雷德去世，葬於艾文內爾公墓。:21

### 格雷塔
而後艾倫·凱利舉家遷往格雷塔。在那裡住有一些艾倫的家人。艾倫的父親此時已從貝弗里奇鎮搬到位於維多利亞省東北部帝王河（King River）谷上一個稱作格蘭摩爾（Glenmore）的大農場:30，而其姊妹凱瑟琳（Catherine）和珍（Jane）連同她們的十個孩子們則都在格雷塔鎮務農。她們的丈夫、兄弟約翰以及湯瑪斯·勞埃德（Thomas Lloyd）則因偷竊牛隻而正在坐牢。當艾倫來到格雷塔時，其兄弟詹姆斯（James）、威廉（William）、與約翰·奎因（John Quinn）便從格蘭摩爾搬來以幫助在那兒的姊妹們及其家人。:30 同樣地，奎因家族有些成員也因偷竊牛隻而入獄，特別是詹姆斯，已因此而被指控十次。:37 1868年，雷德·凱利的兄弟詹姆斯·凱利（James Kelly）前來拜訪艾倫。酒醉的詹姆斯之後與姊妹們起了爭執，於是便試圖將房屋燒毀，他也因此而被判處死刑，但之後又改判為15年有期徒刑。:30 在警方看來，這整個家族都是些搗蛋鬼以及罪犯。:47 艾倫·凱利之後與孩子們搬到在格雷塔與格倫羅旺之間十一哩溪（Eleven Mile Creek）的一個農場。奈德·凱利於是開始從事砍伐樹木、訓練馬匹、放牧牛群並搭建圍欄等的工作。

### 入獄

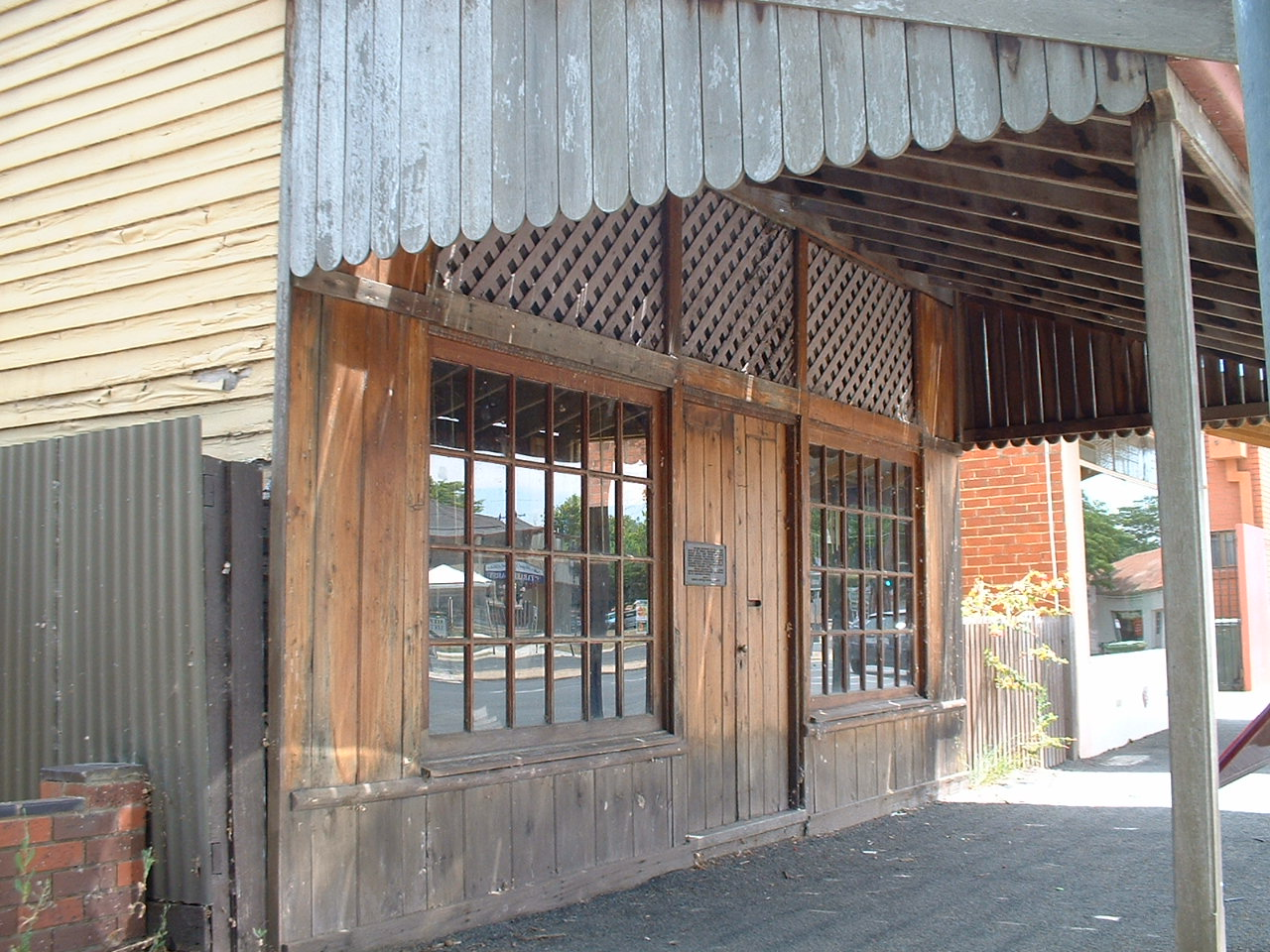
1877年，凱利為躲避警察而藏身在位於班納拉的靴店

1869年10月14日，14歲的凱利因偷竊了一名中國人的錢而被拘捕，在警察局拘留所待了10日，由於無足夠證據將其送往法庭審訊，所以他最終獲釋放。此後，凱利還曾與前科犯哈利·鮑爾在叢林中打劫過。鮑爾在逃出墨爾本監獄後便開始在叢林間打劫。1870年5月，凱利因協助鮑爾搶劫而被捕，並被關在凱恩頓的監獄七週。之後不久，凱利又惹上了麻煩。與姨丈傑克·勞埃德（Jack Lloyd）在一起時，凱利捲入了一場與街販的鬥毆。他們之後還寄給街販的妻子一封侮辱信以及一些牛睪丸。1870年10月，凱利因人身攻擊及性失恐嚇而被送進比奇沃斯監獄關了五個月。
1871年4月，出獄後三週，16歲的凱利又被捕了。他的朋友以賽亞「野萊特」（Isaiah "Wild Wright"）從曼斯菲爾德小鎮的郵局偷了一匹馬。凱利在不知情的情況下騎了那匹馬進入格雷塔。一名叫霍爾（Hall）的警官見了便試圖逮捕凱利，於是兩人就互相打了起來。霍爾三次試圖向凱利開槍，但都沒能得逞，於是就用槍敲打他的頭。:50 隨後凱利便被送往位在墨爾本的彭特里奇監獄:53，四個月後再移監到威廉斯鎮的監獄船沙加緬度號（Sacramento）上。:53 監獄船是艘老舊的船隻，用來作為額外的監獄空間。沙加緬度號上的囚犯們白天時在威廉斯鎮的海灘上修建海塘:92，同時也為保護菲利普港灣的槍砲建築堡壘。:92 1874年2月2日，凱利出獄。:93
同年8月，凱利在比奇沃斯遇見了朋友「野萊特」。由於偷馬事件使得凱利入獄，凱利必定在生他的氣。兩人於是在帝國飯店（Imperial Hotel）後面進行了一場20回合、不戴拳擊手套的拳擊比賽。:82 之後萊特說：「......他（凱利）給了我人生重重一擊。」:97 1877年9月，凱利在班納拉被捕，理由是醉酒、騎馬在人行道上、以及拒捕。當警方正押送他去法院時，卻被他逃脫了。在與警方一陣扭打之後，凱利跑過對街進入一家靴店並鎖上了門。當法官來到店鋪時凱利才自首。在逮捕凱利時與其打鬥的其中一位警員叫湯瑪斯·隆利根（Thomas Lonigan）。隆利根之後在桉樹皮溪（Stringybark Creek）遭凱利槍殺身亡。:165

## 菲茲派翠克事件

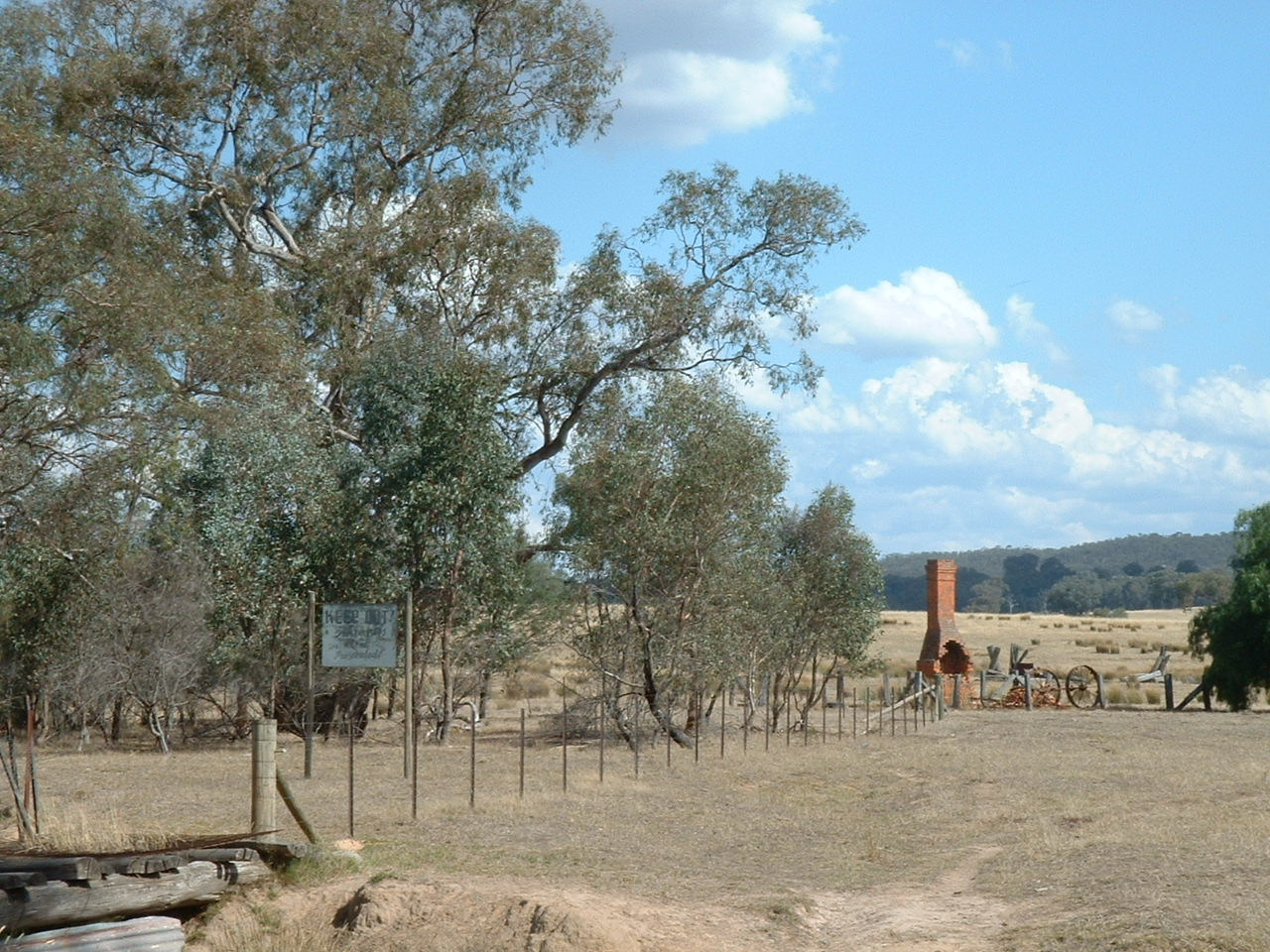
位在格雷塔凱利家的煙囪

菲茲派翠克（Fitzpatrick）警官是格雷塔鎮上一間小警察局的負責人。由於凱利家族的犯罪活動歷史悠久，警察督察長尼克遜（C. H. Nicholson）於是下令警察不得單獨前往凱利家:73，但菲茲派翠克卻決意要「修理修理格雷塔鎮的這個暴徒」。1878年4月，菲茲派翠克前往凱利家以盜馬的罪名要逮捕其弟弟丹·凱利。但丹才剛從監獄獲釋沒多久，而菲茲派翠克曾待在溫頓鎮的酒店喝白蘭地，因此這可能是他喝醉後的胡亂指控。由於菲茲派翠克並無逮捕令，所以丹·凱利拒絕同他回警局。菲茲派翠克於是強使凱利的15歲妹妹凱特坐在其膝上以便親吻她:69，這一舉動就激怒了凱利的家人並與菲茲派翠克大打出手且傷了他的手腕。菲茲派翠克於是與凱特的母親艾倫達成協議，當作甚麼事都沒發生過。然而當他回到班納拉警局時卻說，凱利向他開了三槍，而且其母艾倫還用鐵鏟打他的頭。1881年，在警察隊隊長發現他說謊之後，菲茲派翠克便丟了警察的工作。:69
警長史蒂爾（Steele）帶了一群警察回到了格雷塔，並以謀殺菲茲派翠克警官未遂為由而將艾倫·凱利（連同其嬰孩愛莉絲·金，Alice King）、女婿威廉·史基利恩（William Skillion）、以及鄰居威廉·「布里奇」·威廉遜（William "Bricky" Williamson）逮捕。:74 凱利與其弟丹不在家所以未被逮捕。艾倫說這事與凱利無關，那時他在離家400英里（640）遠之處工作。在比奇沃斯鎮進行了審訊之後，法官雷德蒙·貝瑞以試圖殺害菲茲派翠克警官為由判艾倫·凱利三年有期徒刑，史基利恩與威廉遜各六年有期徒刑。:63 警方而後懸賞100英鎊捉拿凱利兄弟。1881年，在政府得知威廉遜是無辜的之後，便將其釋放並給予完全赦免。:74

## 凱利幫

### 桉樹皮溪事件

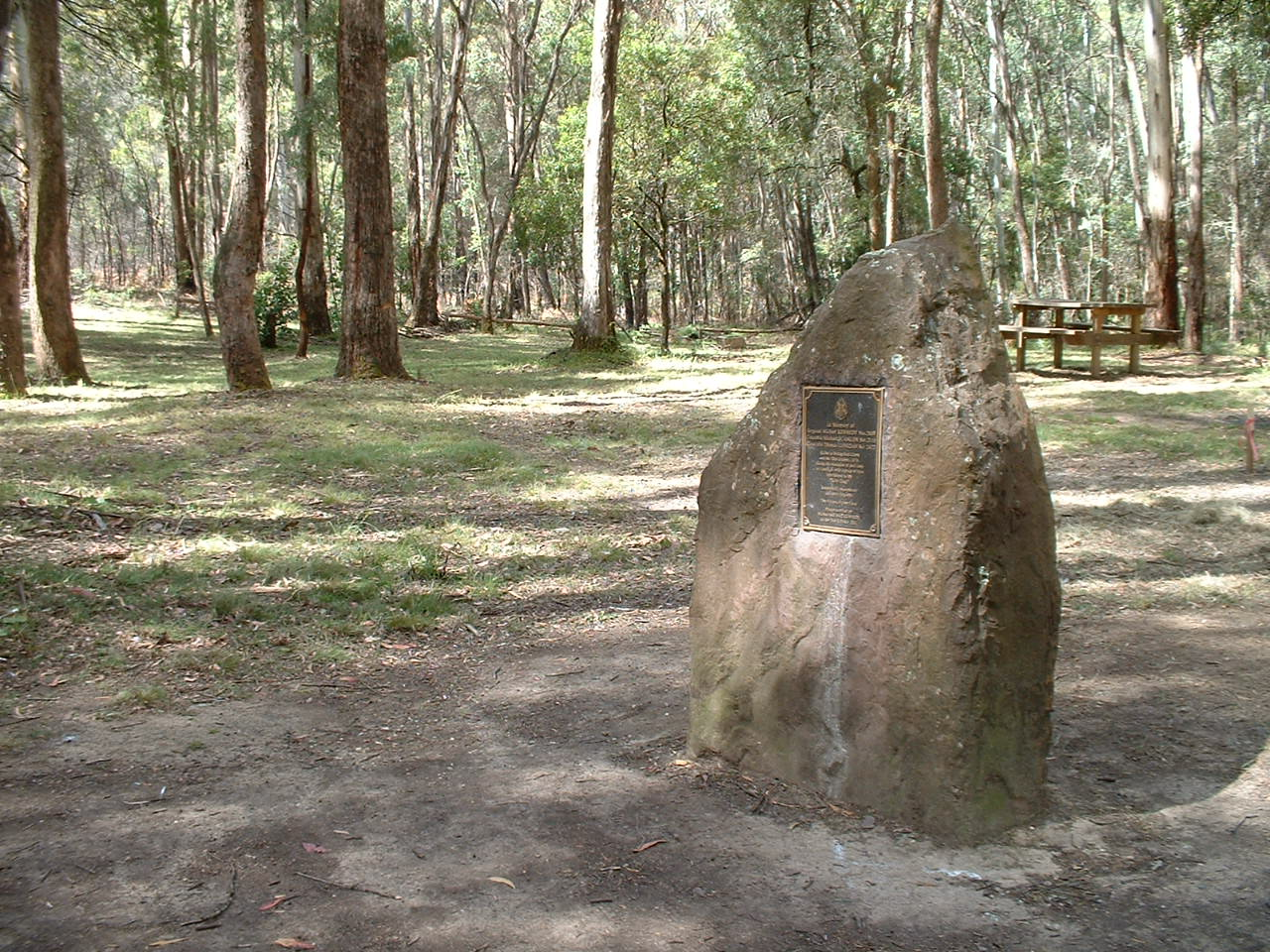
立在桉樹皮溪的警員紀念碑

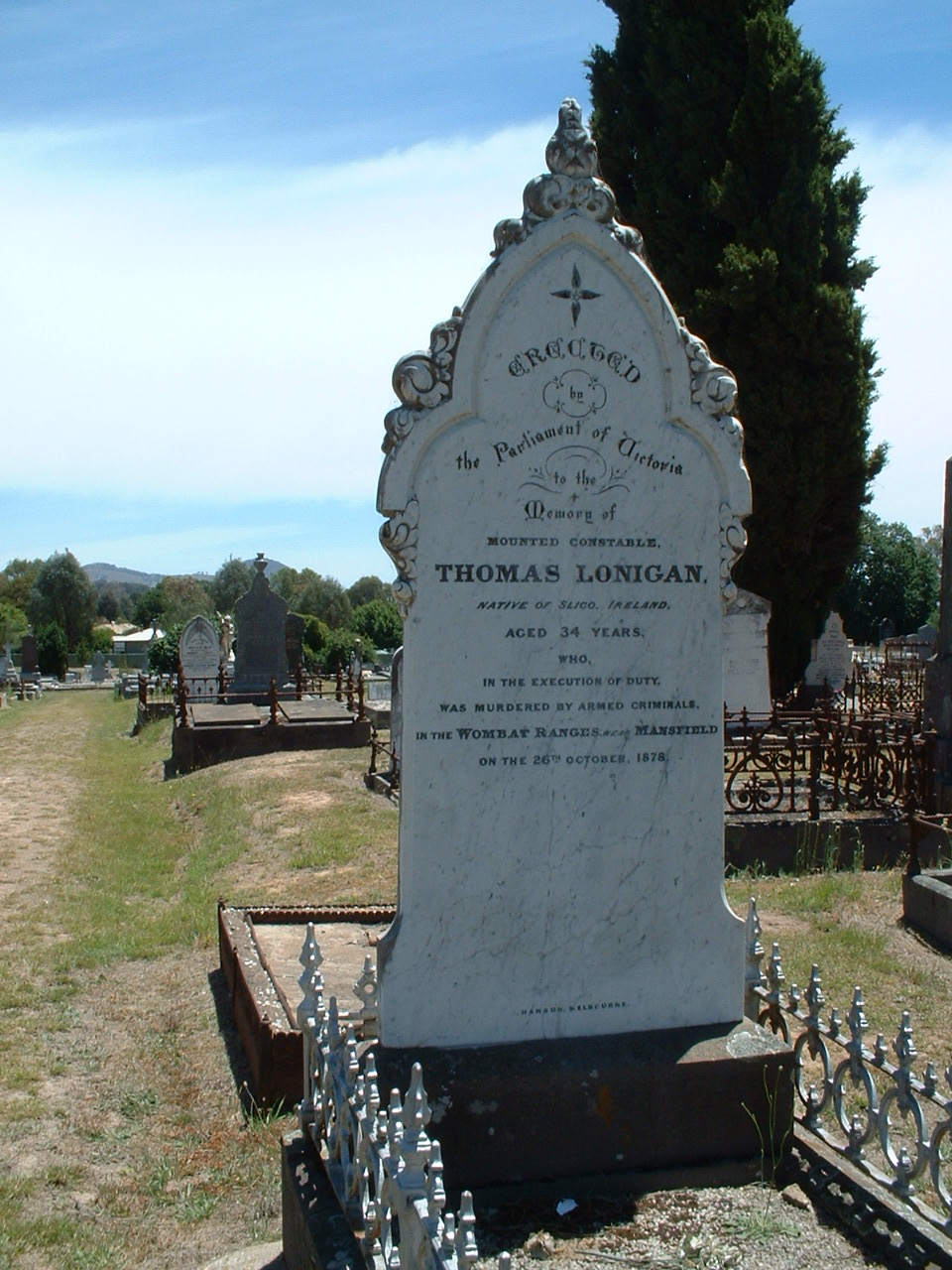
位在曼斯菲爾德鎮的湯瑪斯·隆利根墓

菲茲派翠克事件發生後，凱利與丹兩兄弟便跑進叢林中躲藏起來，之後又有兩位朋友喬·拜恩和史蒂夫·哈特加入。1878年10月25日，兩組警方開始設法找出凱利兄弟。他們知道這兩兄弟藏匿在位於格雷塔與曼斯菲爾德之間的袋熊山上。高級警官斯特拉漢（Strahan）帶領一組人馬從格雷塔鎮南面上山，他說要槍殺凱利兄弟如殺狗一樣。:16 警長麥可·甘迺迪（Michael Kennedy）則帶領另一組人馬從曼斯菲爾德往北出發，另外還有三名警員隨同：湯瑪斯·麥肯泰（Thomas McIntyre）、湯瑪斯·隆利根、以及麥可·史坎倫（Michael Scanlon）。他們於是在桉樹皮溪一片茂密的樹林區紮營。
當甘迺迪與史坎倫前去搜尋凱利兄弟時，隆利根與麥肯泰則留在營地。凱利兄弟當時住在布拉克溪（Bullock Creek）附近的一間小屋裡。突然間，他們聽到了一些聲響，然後就發現了警方的營地，於是便決定要把那兒的警員抓起來並拿走他們的槍和馬匹。凱利和丹來到警方營地後便要求他們投降。麥肯泰警官舉起雙手投降，但隆利根卻拔槍要反擊，於是就被凱利槍殺了。當另兩名警員回到營地時，麥肯泰勸他們也跟著投降。史坎倫這時卻去拿他的槍，凱利見狀也把他給槍殺了，而甘迺迪則逃到樹林間邊逃邊開槍，凱利則在後追趕。不久甘迺迪的腋下與胸膛都各中一槍，凱利之後說甘迺迪「......似乎承受著極大的痛苦......我不想丟下他獨自在這樣的痛苦中慢慢死去。」:171 於是凱利朝甘迺迪的胸口又補一槍。:97 凱利回到營地後拿了甘迺迪的披風並披覆在其屍身上。:100 麥肯泰那時趁亂逃回了曼斯菲爾德並告訴大家所發生的事。
1878年10月30日，維多利亞省政府通過一項法令將凱利幫列為逃犯，這就意味著他們在法律上不再有任何權利，而且任何人都得以將其槍殺。:91 任何人若能逮住其中一員，不論生死，都可獲得500英鎊的賞金；若全員抓齊，可得2000英鎊。那時警方並不曉得哈特和拜恩也是當中的一員。凱利幫當時在維多利亞省東北部附近多處經常出沒，他們曾試著要越過墨累河進入新南威爾斯省，但河水太深而作罷。警方這時已有數隊大批人馬準備捉拿他們。

### 尤羅亞搶案
1878年12月10日，凱利幫來到尤羅亞鎮並搶劫澳洲國家銀行。之前，他們曾在忠實溪（Faithful Creek）的大牧場落腳並扣留了在地人，包括牧場工人、街販、旅客等22人被鎖進儲藏室內，並由喬·拜恩看守，其餘人三人則前往尤羅亞鎮。這三人來到銀行就說他們有農場主人麥考利（McCauley）的口信，於是進了銀行將銀行經理羅伯特·史考特（Robert Scott）連同兩名出納員扣留。在搜括了所有銀行錢財之後，這三人就強逼史考特夫妻、其家人、女僕、和出納員隨他們回到忠實溪的大牧場，並將他們與其他人質關押在一起。這些亡命之徒之後在這些人質面前展現他們驚人的騎馬技倆以娛樂他們。晚餐後，他們告訴這些人質在牧場再待個三小時就可離開了，隨後凱利幫便離去。此次犯案凱利幫共盜走2000英鎊但無人傷亡。

### 杰里爾德里搶案

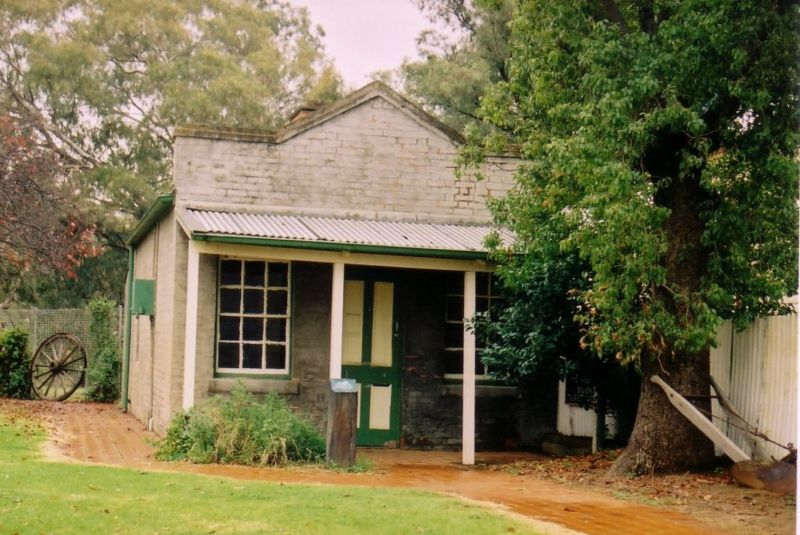
在杰里爾德里鎮的電報局

銀行搶案發生後，警方便提高了捉拿凱利幫的賞金，並且增派警員去守衛全國各地的銀行。凱利兄弟的許多朋友都因此而入獄。這時凱利幫已越過了墨累河，並且朝北騎了60（37英里）進入新南威爾斯省。1879年2月8日週六，他們抵達杰里爾德里鎮並闖入了當地的警察局，同時還將兩名警員理查茲（Richards）與迪瓦恩（Devine）鎖進警局的牢房裡。之後他們換上了警察的制服並混入當地的人群中，還謊稱他們是雪梨額外加派的警員前來守衛市鎮以防止凱利幫進來。凱利之後將馬匹牽去給鐵匠換上新的馬蹄鐵，並要該鐵匠將帳單寄給新南威爾斯省的警察隊。到了週一，凱利幫將各種人聚集起來，強迫他們進入皇家郵政酒店（Royal Mail Hotel）的後房。正當丹·凱利與史蒂夫·哈特正忙著讓人質們免費飲用酒店的酒時，奈德·凱利和喬·拜恩便前往電報局將一些電線桿砍倒並切斷線路，之後再到當地的銀行搶劫，共盜走了約2,414英鎊。此外，凱利還將銀行中所有鎮上居民的抵押契據一併燒毀。當凱利幫離開杰里爾德里鎮時，一邊唱著悠揚的歌聲同時還頌讚著兩名前叢林大盜班·霍爾以及丹·摩根。:26
在往後的18個月裡，警方始終無法掌握凱利幫的行蹤，於是便懲處任何他們認為可能在協助凱利幫的人。有超過20人被關進比奇沃斯監獄達三個月之久，僅僅只是因為被說成是凱利幫的朋友。但這些人沒有一位曾被指控有任何犯罪。政府當局認為凱利幫應該會試著想解救他們的朋友，於是便在監獄門口架起了一個大鐵門。

### 杰里爾德里之信
在前往杰里爾德里鎮之前數月，凱利在喬·拜恩的幫助下，口述了一封長信（共56頁）。這封信講述了他如何成為一名叢林大盜、以及警方如何對待其家人的故事。信中也述說關於警方、英格蘭人、以及新教農民如何對待愛爾蘭裔天主教徒的故事。他甚至說道維多利亞省東北部的人民可能會掀起一次革命以建立自己的共和國。:21
這封「杰里爾德里之信」約有8,300字，而且已然成為一篇著名的澳洲文學作品。早在1878年12月14日，凱利就已寫過一封信給一位維多利亞省議會的議員唐納德·卡麥隆（Donald Cameron），然而該信並未受到重視，而這封杰里爾德里之信之前則從未被發表過。凱利試圖找當地報紙的編輯請他將信件印刷出來，但最終，他將信件交給了一名叫愛德華·利文（Edward Living）的銀行出納員。利文一直保存著該信，直到1930年才被重新發覺出來，之後由《墨爾本先驅報》將其發表，並於2000年時由維多利亞州立圖書館取得該信的手寫版。凱利的用字遣詞是豐富而多彩的，但粗陋鄙俗且充滿隱喻。他是這樣描述警方的:「......那些外表醜陋、脖子肥大、頭如袋熊、大腹便便、腿如鵲鳥、臀窄腳開的愛爾蘭地方長官或英格蘭地主的龜兒子......」。

## 最後一戰

### 格倫羅旺包圍戰

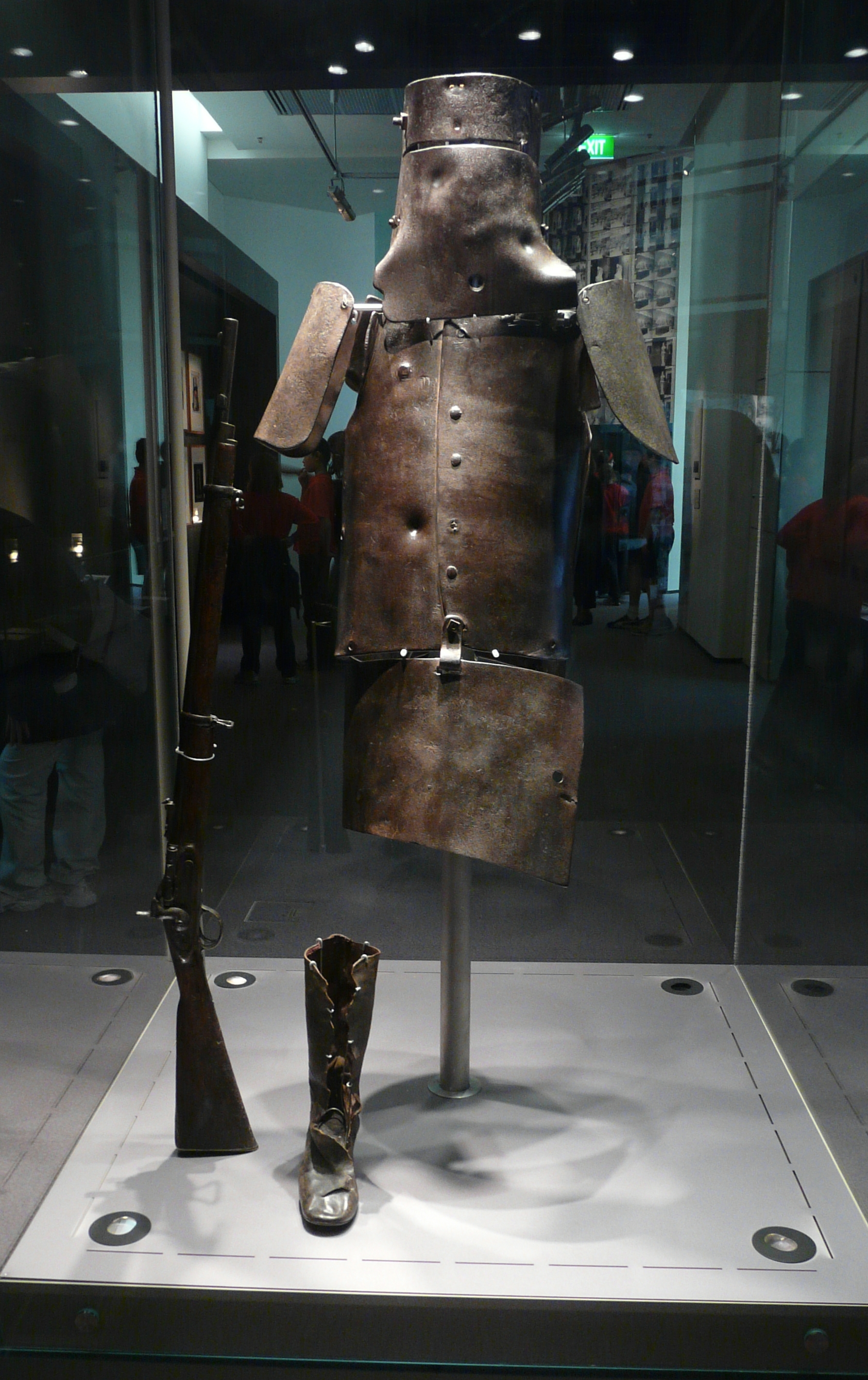
奈德·凱利的盔甲

當凱利幫發現喬·拜恩最好的朋友亞倫·謝里特是警方的密探時，便決定要將他除掉。1880年6月26日夜，丹·凱利與喬·拜恩前往比奇沃斯附近伍爾謝德谷（Woolshed Valley）的謝里特家中並將其殺害。:155 那時，四名保護謝里特的警員躲在床下不敢出來，直到第二天才報案。凱利幫知道不久警方就會用火車運來更多的警力到比奇沃斯來捉拿他們。6月27日，凱利和哈特來到了格倫羅旺小鎮，並在格倫羅旺酒店（Glenrowan Inn）挾持了70個人質。他們知道滿載警員的火車會途經此處，於是便強逼格倫羅旺的鐵路工人將鐵軌拔起以製造火車車禍，而自己則穿著自製的盔甲要捕捉任何車禍後還生還的警員。:153 在沒有警方的攔阻之下，凱利幫就能進入班納拉鎮並搶劫銀行。:153 只要艾倫·凱利、威廉·威廉遜以及威廉·史基利恩從獄中獲釋，他們就會釋放那些被捕捉的警察。:153
然而這項使火車出軌的計畫卻失敗了。保護亞倫·謝里特的警員因為受到過度驚嚇而不敢離開謝里特的小屋，直到第二天才去報案。凱利幫只好比計畫的時間多等24小時才可能等到警方的火車。:161 而另一方面，在酒店所挾持的人質也變得越來越難控制。為了要持續逗人質們開心，這幫匪徒們便在酒店裡開辦舞會:23，凱利還與酒店老闆的女兒珍·瓊斯（Jane Jones）跳起了四對舞。:161 此外，他們還舉行運動比賽如三級跳等等。:160 這時，一名叫湯瑪斯·科諾（Thomas Curnow）的當地學校教師前來說服凱利讓他帶著他的家人回家。科諾一獲准離開後，就來到鐵路線上，並搖晃著手中被紅圍巾所包裹的提燈。:161 火車見到了搖晃的紅燈便安全地停了下來。
火車上的46名警員立刻下了車並佈署在酒店的四周圍，這樣凱利幫就被困在酒店裡面。凱利幫全員立即穿戴他們自己用犁所做成的鎧甲，並都戴上頭盔。然而他們的盔甲卻相當笨重，凱利的盔甲就重達41.4（91磅），約為其體重的一半。警方於是向酒店開火，並持續了七小時，據估這次射擊共射了1萬5千發子彈。同時警方還打算從墨爾本調加農炮過來以便將酒店摧毀:162，但由於所需時間太長來不及趕到，所以只好改為放火焚燒。
6月28日週一黎明時分，凱利穿戴著盔甲從酒店中出來，邁步走向警方並朝他們開槍。警方所射的子彈打到盔甲後都被彈開，於是警長史蒂爾（Steel）就射擊凱利沒有被盔甲保護的腿部。喬·拜恩因被流彈切斷其股動脈失血過多而死在酒店前廳:161；丹·凱利與史蒂夫·哈特很可能是自殺了，因為在酒店後房發現他們的屍體並排躺著，頭下還枕著毛毯:191，而身旁有他們脫下的盔甲。有幾名人質也中槍，並有三人死亡，包括酒店老闆13歲的兒子傑克·瓊斯（Jack Jones）。:23 一名叫馬丁·切利（Martin Cherry）的鐵路工人從一片火海的酒店中被救了出來，但不久之後就死了。另一位曾被凱利強逼拔起鐵軌名叫喬治·梅特卡夫（George Metcalfe）的採石工人之後則因傷重而死。警方也有一小部分的人受傷；警察督察長法蘭西斯·黑爾（Francis Hare）在手腕受到槍傷後，就逃離了槍戰現場。之後為了審問凱利幫而設立的皇家委員會就撤除了黑爾維多利亞警察的職務。

### 審訊

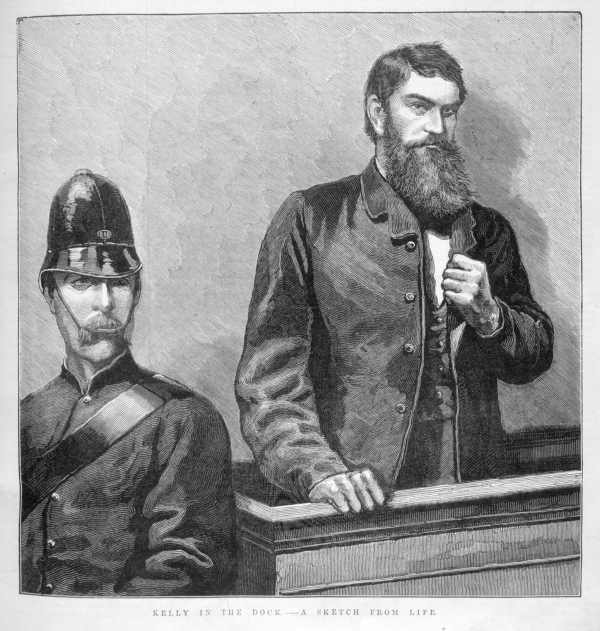
在法庭上受審的奈德·凱利

凱利被捕後就被送往墨爾本監獄，並在那兒治療他的槍傷。因傷害菲茲派翠克警官而同樣入獄的母親便前來探望他。:208 八月，凱利經由火車被押送回比奇沃斯以進行首次法庭聆訊。:210 法庭當庭同意凱利因在桉樹皮溪謀殺湯瑪斯·隆利根與麥可·史坎倫而將會在法庭上受審。政府當局考慮到比奇沃斯鎮附近的民眾可能不會判定凱利犯有罪行，於是便將審訊移往墨爾本。:220 在審訊中，陪審團裁定凱利犯有兩起謀殺罪，於是愛爾蘭裔法官雷德蒙·貝瑞爵士就將其判處死刑，並說:「願上帝憐憫你的靈魂。」凱利則回說:「我不僅是要去面見上帝，我還要說，我去的時候，也會在那兒見到你。」:227
有許多人不贊同判處死刑，有超過6萬人集體向政府請願請求開恩。1880年11月11日，奈德·凱利因謀殺罪在墨爾本監獄被處以絞刑。許多家報紙，包括《世紀報》及《先驅報》，都報導凱利最後的遺言是：「人生就是如此！」1880年11月23日，雷德蒙·貝瑞爵士在患病沒多久後便去世了，離凱利死後僅12天。

### 埋葬

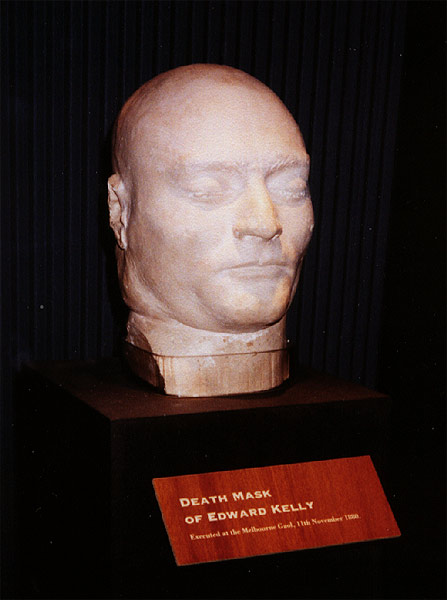
奈德·凱利的死亡面具

凱利死後被埋在墨爾本監獄一處無標記的墓中，與其他在獄中也被絞死的犯人同葬。1929年，當墨爾本監獄正進行重建時，挖出了32個人的骨頭，而後將其重新安葬在位於維多利亞省科堡郊區的彭特里奇監獄。2008年，在彭特里奇監獄重新發現了該埋葬處，在經過DNA檢測後證實有一組骨頭為奈德·凱利的骸骨。維多利亞法醫學研究所的專家說該骸骨的DNA與凱利在世的一位家族親屬明顯相符，同時該骸骨也顯示出凱利在與警方槍戰時所受的多處槍傷。然而凱利的這副骸骨卻無頭骨。
1929年，在墨爾本監獄挖掘時所找到的一個頭骨據說便是凱利的，之後就將其展示在舊墨爾本監獄裡，但卻於1978年時失竊了。2009年11月11日，即凱利被處絞刑的週年日，一名來自西澳的農夫將一個頭骨還給維多利亞文化遺產局，他說該頭骨是從監獄中被拿出來的。該頭骨之後便進行了DNA檢測看是否為凱利的。然而檢測結果顯示並非凱利的頭骨，所以凱利的頭骨至今仍下落不明。
2013年，維多利亞省政府終於將凱利的遺骸交給其家族。2013年1月18日，在旺加拉塔市的聖派翠克教堂（St. Patrick's Church）舉行了凱利的喪禮。在儀式期間，朗讀聖經的家族成員們都穿戴著綠絲綢腰帶。麥可·史坎倫警官與亞倫·謝里特的家族親屬也都到場出席。2013年1月20日，凱利下葬在格雷塔鎮一處無標記的墓地。

## 奈德·凱利傳奇

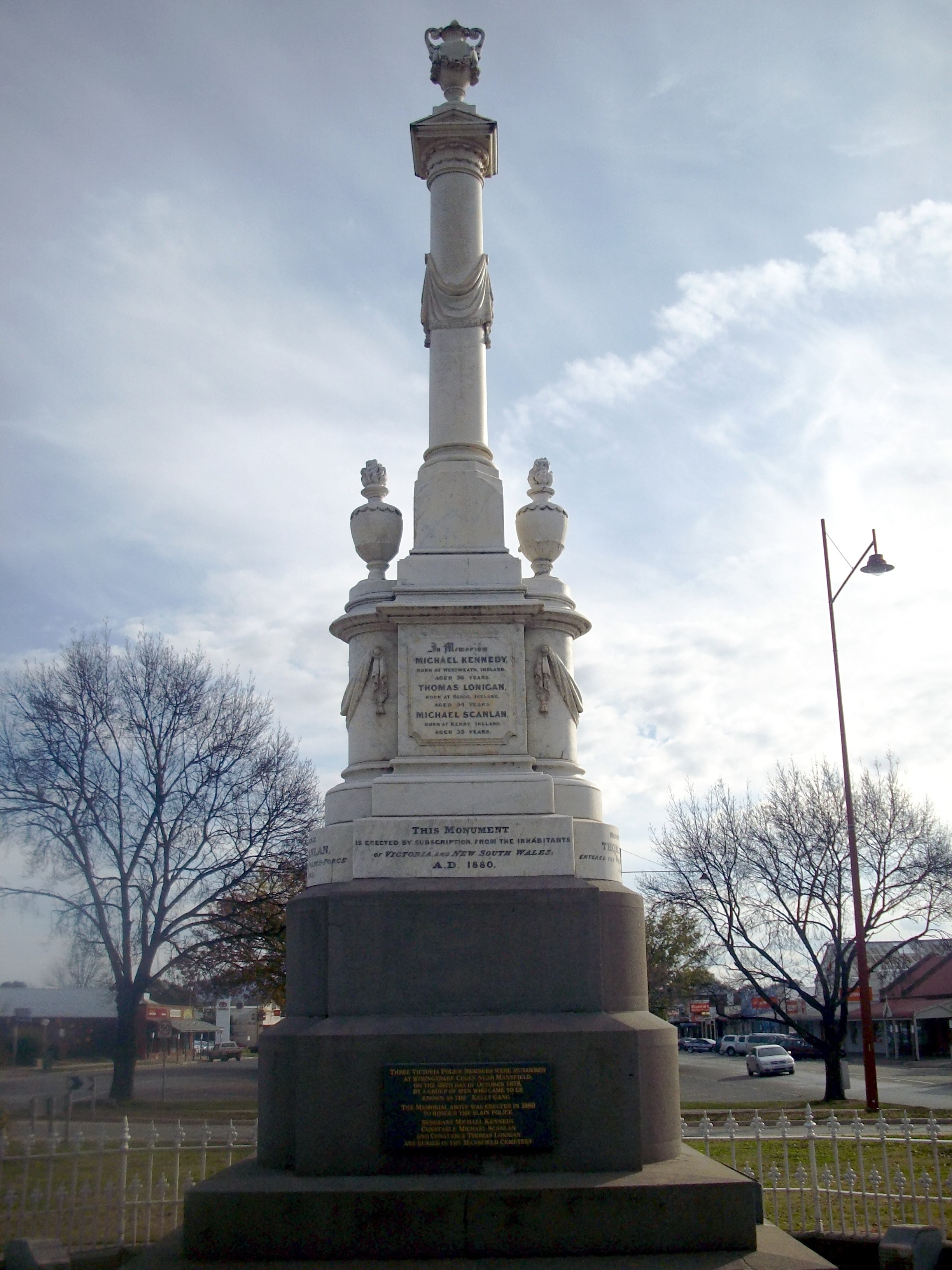
位在曼斯菲爾德鎮的紀念碑，是為紀念三名被奈德·凱利謀殺的警員：隆利根、史坎倫、以及甘迺迪

時至今日，奈德·凱利仍是澳洲流行文化的主要部分。他的傳奇故事不時的出現在書籍、電影、戲劇、與電視劇當中。他的形象經常被應用於日常生活中的一切事物，從蛋糕的樣式到刺青的圖案都有。2011年一項研究顯示，身上有奈德·凱利刺青圖案的人被謀殺的機率是一般人的八倍。1980年，澳洲郵政總局發行了一套郵票以紀念格倫羅旺包圍戰一百週年。2010年，維多利亞國家美術館以220萬澳幣購得畫家西德尼·諾蘭所繪的一幅凱利畫像。2000年雪梨夏季奧運會開幕式就是從諾蘭所繪的凱利畫像獲得靈感。2011年6月，威廉斯鎮的澳式足球俱樂部聲稱，1873年當奈德·凱利在監獄船上服刑時曾為該俱樂部打了11場比賽。此外，據稱該俱樂部於1928年曾發現在足球場之下埋有一套盔甲。
以下為以奈德·凱利為主題或與其相關的各類形式的流行文化。

### 書籍
- 《凱利幫真史》，彼得·凱里著，2000年出版。[52]該書於2001年獲得布克獎。[53]
- 《我們的陽光》，羅伯特·朱（英语：Robert Drewe）著，2001年出版。[54]葛雷·喬丹（英语：Gregor Jordan）於2003年所執導的電影《法外狂徒》便是基於該部小說。[55]

### 音樂
- 《奈德·凱利》（Ned Kelly），搖滾歌劇，雷格·利弗摩爾（英语：Reg Livermore）與派翠克·弗林（英语：Patrick Flynn (composer)）創作。[56]
- 《奈德·凱利》（Ned Kelly），美國鄉村歌手強尼·凱許創作，收錄在其1971年的專輯《黑衣人（英语：Man in Black (album)）》裡。[57]
- 《我們的陽光》（Our Sunshine），保羅·凱利（英语：Paul Kelly (Australian_musician)）創作，1999年發行。
- 《勇敢無畏》（Game as Ned Kelly），史林·達斯蒂（英语：Slim Dusty）創作。
- 《奈德·凱利》（Ned Kelly），艾什利·戴維斯（Ashley Davies）創作，2001年發行。
- 《奈德·凱利》（Ned Kelly），韋倫·詹寧斯（英语：Waylon Jennings）演唱，1970年發行。
- 《可憐的奈德》（Poor Ned），澳洲民謠團體Redgum演唱，1978年發行。
- 《若奈德·凱利是王》（If Ned Kelly was King），澳洲搖滾樂團Midnight Oil演唱，1983年發行。
- 《凱特·凱利》（Kate Kelly），澳洲搖滾樂團The Whitlams演唱，2002年發行。
- 《奈德·凱利歌》（Ballad of Ned Kelly），特雷弗·盧卡斯（英语：Trevor Lucas）創作，英國搖滾樂團Fotheringay演唱。
- 《庇護我魂》（Shelter for my Soul），澳洲搖滾樂團粉狀手指成員伯納德·范寧（英语：Bernard Fanning）創作並錄製。該曲為2003年電影《法外狂徒》的片尾曲。

### 電影與影集

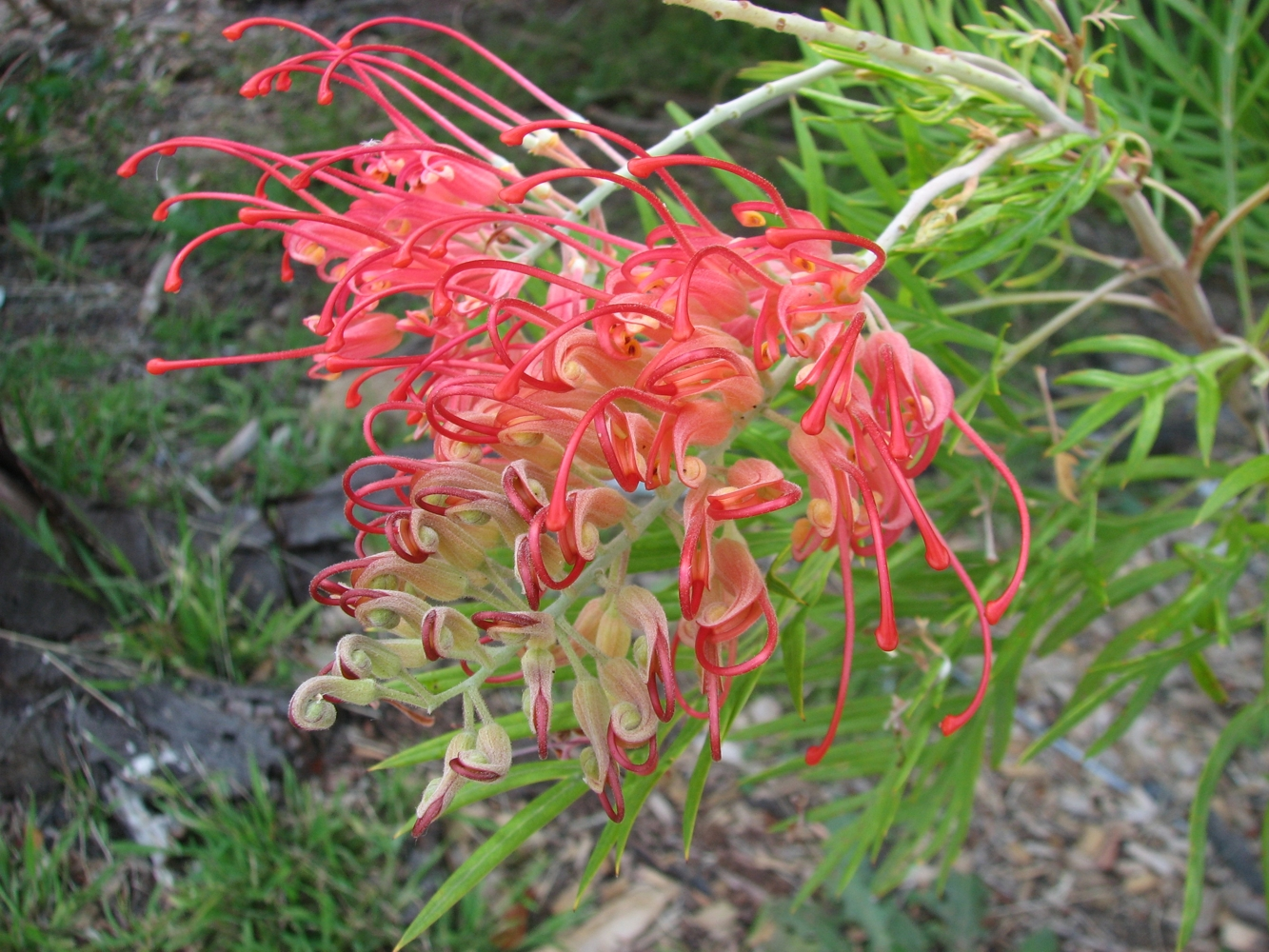
奈德·凱利銀樺所開的花

- 《凱利幫的故事（英语：The Story of the Kelly Gang）》，為世界首部長片電影（70分鐘），1906年上映。[58]
- 《凱利幫》，哈利·邵斯威爾（英语：Harry Southwell）執導及製作，1920年上映。這部近兩小時的電影僅留下部分影片以及一些相片。[59]
- 《格倫羅旺事件（英语：The Glenrowan Affair）》，魯柏·卡什納（英语：Rupert Kathner）製作，1951年上映。[60]
- 《桉樹皮溪大屠殺》（The Stringybark Massacre），獨立電影製作人蓋瑞·謝德（英语：Garry Shead）於1967年製作。這部10分鐘的短片原是奈德·凱利長片電影的一部分。[61]
- 《奈德·凱利（英语：Ned Kelly (1970 film)）》，托尼·理察森執導，米克·傑格主演，1970年上映。[62]片中所用的盔甲可在布雷德伍德（英语：Braidwood, New South Wales）博物館見到。[63]
- 《終極逃犯（英语：The Last Outlaw (miniseries)）》，一部共四集的電視迷你影集，伊恩·瓊斯與布朗溫·賓斯（Bronwyn Binns）編劇，約翰·賈瑞特（英语：John Jarratt）主演奈德·凱利，西格麗德·桑頓（英语：Sigrid Thornton）飾演凱特·凱利，史蒂夫·比士利（英语：Steve Bisley）飾演喬·拜恩，1980年播映。[64]
- 《大盜明星夢（英语：Reckless Kelly）》，雅虎·席瑞爾斯（英语：Yahoo Serious）執導、編劇及主演，1993年上映。[65]
- 《法外狂徒》，葛雷·喬丹（英语：Gregor Jordan）執導，希斯·萊傑主演，2003年上映。
- 《奈德（英语：Ned (film)）》，一部低預算的諷刺片，亞貝·佛塞茲（英语：Abe Forsythe）執導、編劇及主演，2003年上映。[66]
- 《四面楚歌：奈德·凱利的故事》（Besieged: The Ned Kelly Story），一部電視紀錄片，彼得·芬頓（Peter Fenton）主演，2003年上映。[67][68]
- 《解密奈德·凱利》（ Ned Kelly Uncovered），一部紀錄片，東尼·羅賓遜主持。[69]
- 《凱利幫真史》 （True History of the Kelly Gang），喬治·麥凱主演，2019年上映。

### 戲劇
- 《抓住凱利一家》（Catching the Kellys），約瑟夫·皮克斯吉爾（Joseph Pickersgill）編劇，1879年於墨爾本上演。[70]:554
- 《凱利幫》（The Kelly Gang），雷格·雷德（Reg Rede）編劇，1896年於維多利亞上演。[70]:558
- 《人生就是如此》（Such Is Life），芭蕾舞劇，愛德華·波羅文斯基（英语：Edouard Borovansky）主演，弗登·威廉斯（Verdon Williams）作曲，1951年於雪梨上演。[71]
- 《杰里爾德里之信》（The Jerilderie Letter），彼得·芬萊（Peter Finlay）編劇，2007年於墨爾本上演。[72]
- 《縫製盔甲》（Quilting the Armour），本劇透過凱利家婦女的雙眼來看奈德·凱利的故事，2006年首次於舊墨爾本監獄上演。[73]

### 植物
- 奈德·凱利銀樺（Grevillea Ned Kelly），銀樺屬下的一種小灌木，約2（6.6英尺）高，葉綠，花呈橘紅色。

## 外部連結
- 奈德·凱利歷史遺跡旅遊導覽網站
- 奈德·凱利－澳洲的法外狂徒
- 奈德·凱利的遺物典藏介紹
- 澳洲文化遺產介紹官網（页面存档备份，存于）